# Nonkrit Sukontawat
Nonkrit Sukontawat (thailändisch นนกฤต สุคนธวัฒน์; * 1. April 2007 in Chiangmai) ist ein thailändischer Fußballspieler.

## Karriere
Nonkrit Sukontawat steht seit dem 1. August 2024 beim Suphanburi FC unter Vertrag. Der Verein aus Suphanburi spielt in der zweiten Liga, der Thai League 2. Sein Zweitligadebüt gab Sukontawat am 21. September 2024 (6. Spieltag) im Heimspiel gegen den Trat FC. Bei der 2:1-Heimniederlage wurde er in der 90.+5 Minute für Chitsanuphong Phimpsang eingewechselt. Am Ende der Saison 2024/25 musste er mit Suphanburi in die dritte Liga absteigen.